# Pfarrkirche Kennelbach

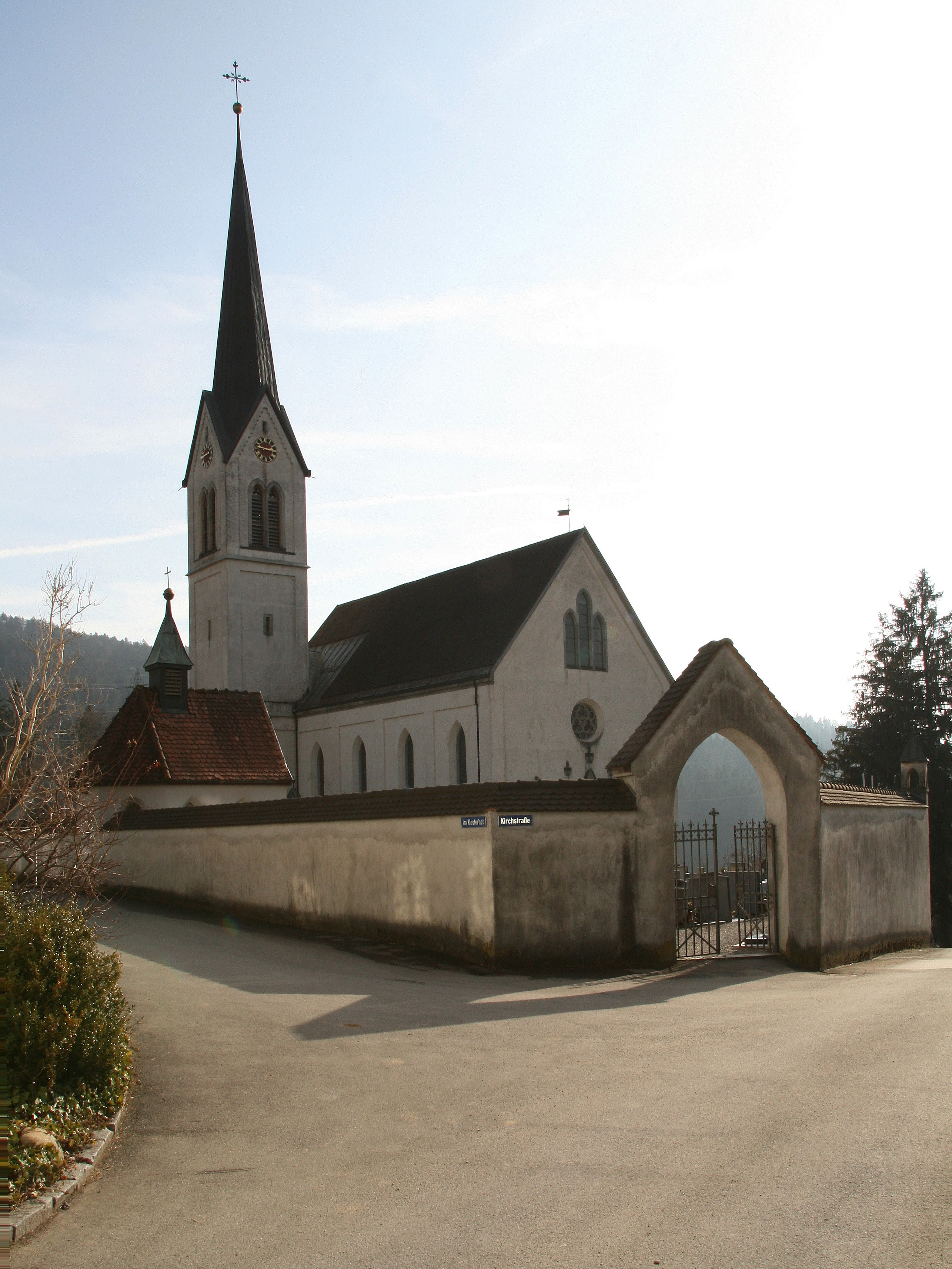
Kath. Pfarrkirche hl. Josef in Kennelbach

Die römisch-katholische Pfarrkirche Kennelbach steht in der Gemeinde Kennelbach im Bezirk Bregenz in Vorarlberg. Sie ist dem heiligen Josef geweiht und gehört zum Dekanat Bregenz in der Diözese Feldkirch. Das Bauwerk steht unter Denkmalschutz.

## Lagebeschreibung
Die Kirche steht auf dem Kirchhügel im Osten der Ortschaft Kennelbach und ist von einem ummauerten Friedhof umgeben.

## Geschichte
Die Kirche war ursprünglich Filialkirche von Bregenz. Das 1422 auf dem Hirschberg gegründete Dominikanerinnenkloster wurde 1463 nach Kennelbach verlegt. Deren Klosterkirche war gleichzeitig für die regulären Gottesdienste in Kennelbach genutzt. 1785 wurde die Kirche zur Kuratie erhoben. 1796 brannten Kloster und Kirche ab, die Kirche wurde zwei Jahre später wiederhergestellt. 1863 wurde die Kirche zur Pfarrkirche erhoben. Der heutige Kirchenbau wurde ab 1890 durch Fidel Kröner erbaut und 1891 geweiht. In den Jahren 1954 und 1955 erfolgte eine Innenrestaurierung und 1974 eine Außenrestaurierung.

## Kirchenbau
Kirchenäußeres
Die Kirche hat ein neogotisches Langhaus mit niedrigem eingezogenem Chor und Nordturm. Das Langhaus ist durch Wandlisenen und Rechteckblendnischen gegliedert. Auf der Nord-Ostseite sind vier, und an der Süd-Westseite sind fünf Spitzbogenfenster über einem Gesimsband. Auf beiden Seiten befindet sich jeweils ein Seiteneingang. An der Ostseite schließt eine zweigeschoßige Sakristei an den Chor an. Langhaus und Chor liegen unter zwei getrennten Satteldächern. In der im Westen liegenden Hauptfassade liegt das reich profilierte Portal mit Dreieckgiebel, und Maßwerk, das von Fialen und Kreuzblumen flankiert wird. Im spitzbogigen Tympanonfeld ist Maßwerk. Über dem Portal befindet sich ein Rosettenfenster, und darüber ein dreifach gestaffeltes Spitzbogenfenster.
Der Kirchturm ist dreigeschoßig und durch Gesimse gegliedert. Die Schallfenster sind spitzbogig und gekoppelt. Der Turm ist mit einem Giebelspitzhelm bekrönt.
Kircheninneres

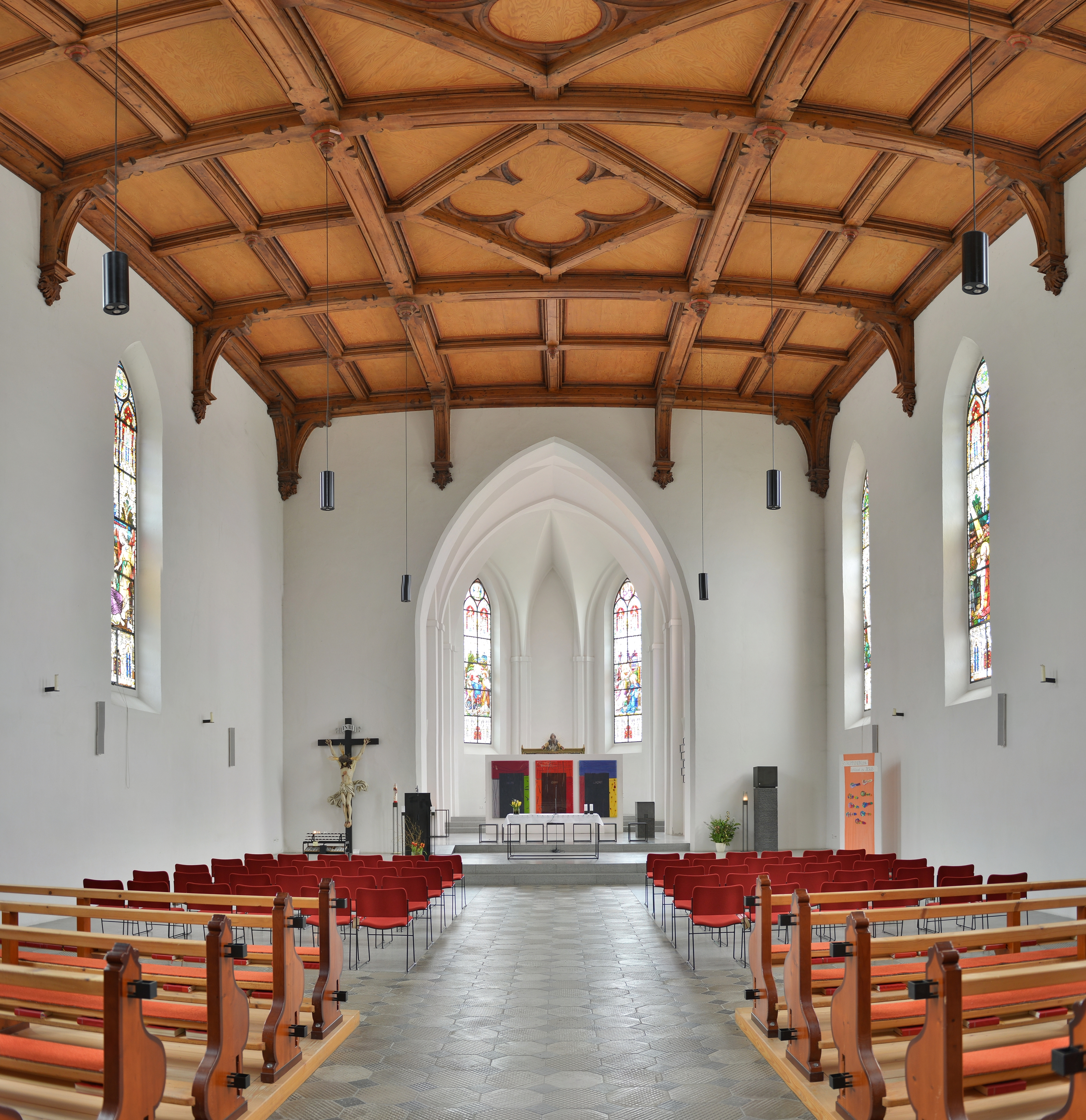
Innenansicht

Über dem Langhaus ist eine flache Holzfelderdecke, die auf Konsolen ruht. Der spitzbogige Triumphbogen trennt das Langhaus von eingezogenen, zweijochigen Chor mit 3/8-Schluss. Über dem Chor ist Stichkappengewölbe, das auf Wandpilastern ruht. Dazwischen ist ein jochtrennender Gurtbogen. Die Empore mit Holzfelderbrüstung lagert auf zwei Holzstützen. Auf beiden Seiten sind geschwungene Aufgänge. Die Glasmalereien an den Fenstern stammen aus der Tiroler Glasmalereianstalt. Die Bilder im Chor von 1906 stellen links die „Flucht nach Ägypten“ und rechts „Verkündigung und Pfingstwunder“ dar. Auf der linken Seite des Langhauses stellt das rückwärtige Fenster von 1894 die „Immaculata“ dar. Die folgenden Bilder auf der linken Seite stammen aus den Jahren 1907/08. Sie zeigen die „Taufe Christi“, „Maria mit Jesus“ und den „Traum Josefs“. Die Glasbilder auf der rechten Seite stammen ebenfalls aus den Jahren 1907/08 und zeigen den „Salvator“, eine Ölbergszene, „Christus erscheint den Frauen“ und Christus und Maria. Das rückwärtige Bild von 1894 zeigt den „Guten Hirten“.

## Ausstattung
Der Hochaltar ist eine Mensa mit Tabernakel. Darüber ist ein Kruzifix von Alfred Crepaz. Auf dem linken Seitenaltar ist eine Marienstatue mit Kind aus dem Jahr 1955. Auf dem rechten Seitenaltar steht eine Figur des heiligen Josef, ebenfalls aus dem Jahr 1955. Auf der Kanzel sind Reliefs der Theologischen Tugenden: Glaube, Hoffnung und Liebe aus dem Jahr 1955. Die Kreuzwegstationen sind Reliefs von August Valentin aus dem Jahr 1906.

## Orgel
Die Orgel wurde 1897 von Anton Behmann gebaut und nach mehreren Umbauten vor 2008 von Gebrüder Mayer Orgelbau rekonstruiert.

## Aufbahrungshalle

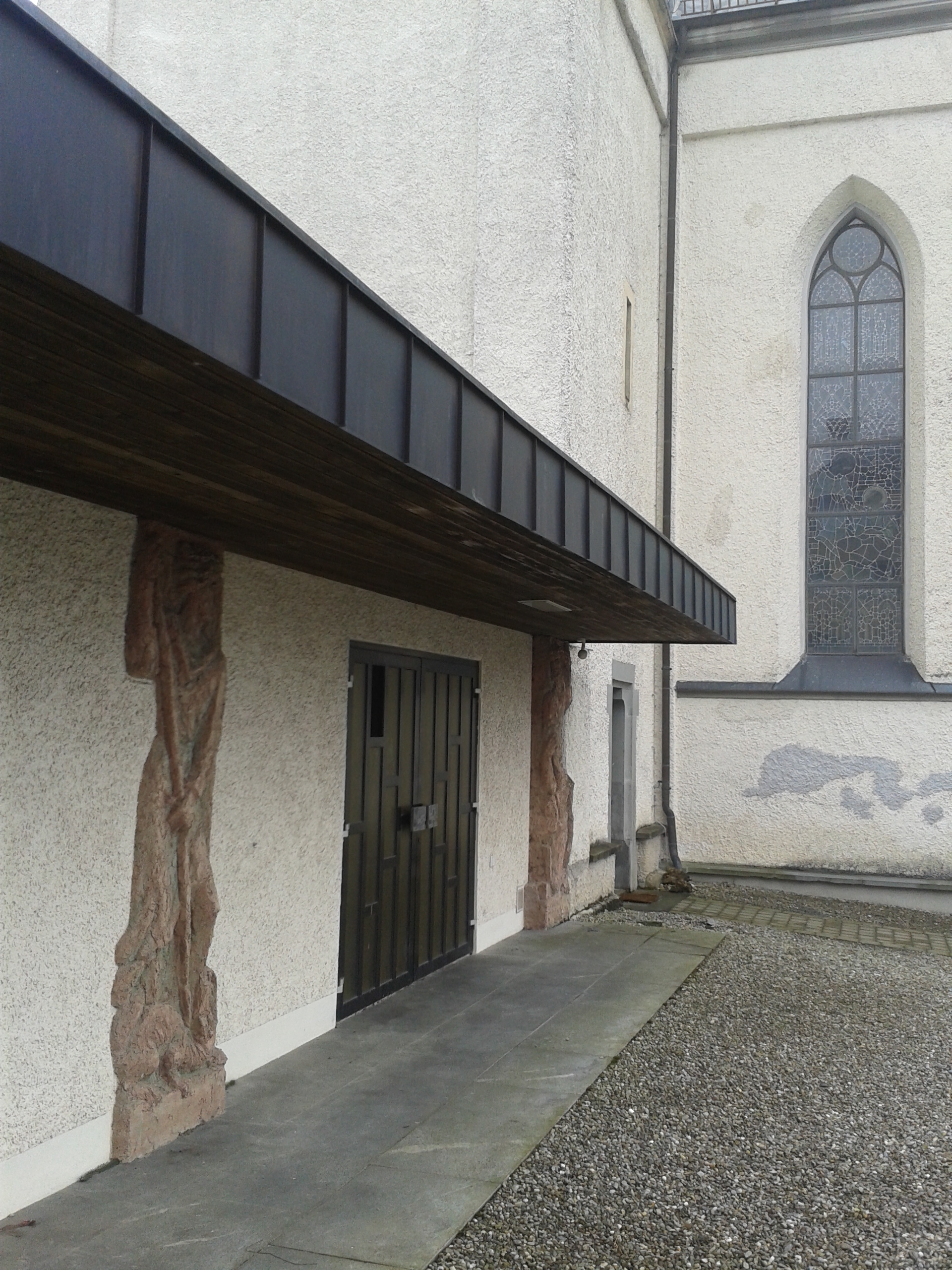
Aufbahrungshalle mit den beiden Reliefs

An der Außenseite der Aufbahrungshalle sind Terrakottareliefs des heiligen Georgs oder des Erzengels Michael (links) und des „Verlorenen Sohns“ (rechts) von Emmerich Kerle von 1974.